# 1455
سنة 1455 كانت سنة بسيطة تبدأ يوم الأربعاء (الرابط يظهر نموذج التقويم الكامل للسنة) من التقويم اليولياني.

## أحداث
- بداية حرب الوردتين في 22 مايو 1455 والتي انتهت في 16 يونيو 1487.

## مواليد
- آنا من سافويا
- أندريا غريتي
- بدرو القلعاوي
- عبد السلام الأسمر
- هنري ستافورد (دوق باكنغهام الثاني)
- ين ملكة جوسون المخلوعة

## وفيات
- ابن بنت الأقصرائي